# Mansa Wali Keita
Mansa Uali Keita – władca Imperium Mali (1255-1270).
Był synem Sundiaty Keity. Podbił państwo Songhajów ze stolicą w Gao (ok. 1260), przyłączył również tereny w dorzeczu Senegalu oraz Faleme. Wspierał islam, w 1255 odbył pielgrzymkę do Mekki.